# Christian Danner
Christian Josef Danner (Munique, 4 de abril de 1958) é um ex-automobilista alemão.

## Carreira

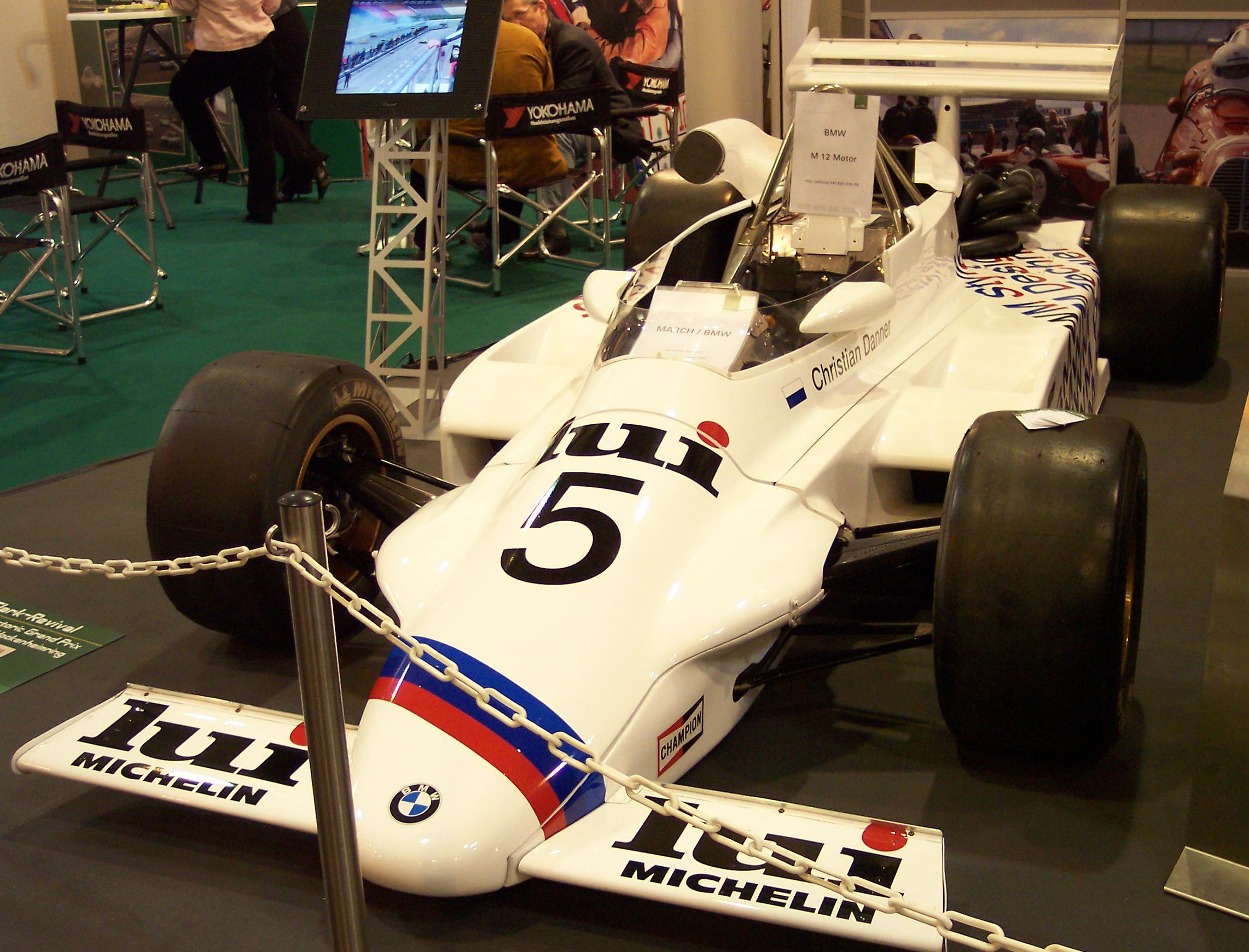
March-BMW 822, carro pilotado por Danner em 1982.

Filho do também conhecido especialista em segurança de automóveis Max Danner, Christian iniciou sua carreira no automobilismo na Copa Renault 5. Ele foi para a Fórmula 2 e estabeleceu o recorde da volta mais rápida na categoria da atual configuração do antigo Nürburgring, que foi usado apenas em 1983 para corridas internacionais.

## Fórmula 3000
Em 1985, Danner tornou-se o primeiro campeão da Fórmula 3000. Pilotando um March-Cosworth da equipe BS Automotive, o alemão conquistou sete pódios, com quatro vitórias (Pau, Dijon-Prenois, Zandvoort e Donington Park) e três terceiros lugares (Vallelunga, Spa-Francorchamps e Pergusa), marcando 51 pontos. Seu rendimento lhe rendeu uma vaga na Fórmula 1 no mesmo ano.

## Fórmula 1
Com o título na F-3000, Danner obteve uma vaga já no final da temporada de 1985 da F-1, pela recém-criada equipe Zakspeed. Estreou no GP da Bélgica, mas ele não chegou ao final da prova, devido a problemas mecânicos.
Em 1986, disputaria sua primeira temporada completa na Fórmula 1, pela Osella. Disputa as seis primeiras etapas, não completou 5 e falhou a classificação no GP de Mônaco. Parecia que Danner ficaria sem emprego para o restante da temporada, mas o acidente do suíço Marc Surer em uma prova de rali o trouxe de volta à categoria, pela equipe Arrows, onde correu dez provas (nove com o Arrows A8, e uma com o A9 - o GP da Hungria). Seu primeiro ponto na F-1 foi marcado no GP da Áustria. A Arrows decidiu não renovar o contrato de Danner para 1987, e o alemão retornaria à Zakspeed no ano seguinte.
1987 foi mais um ano difícil para Danner, que das 16 provas da temporada, abandonou metade, além de ter sido impedido de participar do GP de Mônaco. Sem vaga para a temporada seguinte, disputa a DTM pela primeira vez. Ele ainda chegou a negociar uma volta à Fórmula 1 pela EuroBrun, que procurava um substituto para o argentino Oscar Larrauri, e a equipe chegou a anunciar sua contratação até o final da temporada, porém, o vínculo foi cancelado porque Danner não conseguia entrar no cockpit, fazendo com que a EuroBrun chamasse Larrauri de volta.
Para 1989, assina com a equipe Rial. Sua estadia na equipe começou com um décimo-quarto lugar no GP do Brasil, seguindo-se duas não-classificações em San Marino e Mônaco. Após um décimo-segundo lugar na etapa do México, conquista seu melhor resultado na carreira: um 4º lugar no GP dos Estados Unidos, realizado no Circuito de Phoenix.
A última prova de Danner foi o GP do Canadá, onde terminou em oitavo lugar. A partir dos GPs da França e de Portugal, não passa da pré-classificação. Demitido da Rial antes do final da temporada, é substituído pelo suíço Gregor Foitek.

## CART
Depois de ter passado o ano de 1990 correndo no Japão e ter disputado o BTCC em 1991, Danner voltou às atividades na extinta CART (mais tarde, Champ Car), em 1992. Seu debut foi pela equipe Euromotorsport, no GP de Detroit. Seu melhor resultado foi um 13º posto em Nazareth, e o alemão terminou sua primeira temporada na CART sem pontuar. Manteve-se na Euromotorsport em 1993, onde marcou dois pontos, graças ao 11º lugar obtido em Toronto.
Para 1994, Danner correria pela Project Indy, equipe criada por Andreas Leberle, que comprara o espólio da Euromotorsport. Disputou três etapas, tendo desistido de correr em Cleveland. Assim como em 1993, marcou dois pontos e terminaria o campeonato em 30º lugar. Correndo pela mesma equipe em 1995, Danner obteve seu melhor resultado na CART: um sétimo lugar em Miami. Seu último GP pela Project foi em Detroit, e o piloto fecharia a temporada em 25º, com seis pontos. A partir daí, tornaria-se sócio de Leberle na equipe. Mesmo assim, voltaria a competir em 1997, pela Payton-Coyne.
Leberle liberaria Danner da função de sócio da Project para que este pudesse correr três provas (Detroit, Portland e Vancouver), marcando um ponto ao chegar em 12º em Detroit. Após o GP de Vancouver, Danner voltaria a trabalhar como sócio da Project Indy até a saída do time, em 1998.

## Outras categorias
Em paralelo com a CART, Danner competiria novamente na DTM (categoria de turismo da Alemanha) entre 1993 e 1996, correndo pela Alfa Romeo.
Sua última participação como piloto de corridas aconteceu no Grand Prix Masters, categoria que reunia antigos pilotos de Fórmula 1, conquistando dois pódios. Ele ainda disputaria provas do Mini Challenge e da ADAC GT4 em seu país.
Atualmente é comentarista de F-1 pelo canal alemão RTL.

## Resultados de Christian Danner na Fórmula 1
(legenda)
| Ano  | Nome Oficial da Equipe | Chassis      | Motor                | 1         | 2         | 3         | 4         | 5         | 6         | 7         | 8         | 9         | 10        | 11        | 12        | 13        | 14        | 15        | 16        | Pontos | Posição  |
| ---- | ---------------------- | ------------ | -------------------- | --------- | --------- | --------- | --------- | --------- | --------- | --------- | --------- | --------- | --------- | --------- | --------- | --------- | --------- | --------- | --------- | ------ | -------- |
| 1985 | West Zakspeed Racing   | Zakspeed 841 | Zakspeed L4 Turbo    |           |           |           |           |           |           |           |           |           |           |           |           | BEL Ret G | EUR Ret G |           |           | 0      | NC       |
| 1986 | Osella Squadra Corse   | Osella FA1F  | Alfa Romeo V8 Turbo  | BRA Ret P | ESP Ret P | SMR Ret P | MON NQ P  | BEL Ret P | CAN Ret P |           |           |           |           |           |           |           |           |           |           | 1      | 18º      |
| 1986 | Barclay Arrows BMW     | Arrows A8    | BMW L4 Turbo         |           |           |           |           |           |           | DET Ret G | FRA 11º G | GBR Ret G | ALE Ret G | HUN Ret G | AUT 6º G  | ITA 8º G  | POR 11º G | MEX 9º G  | AUS Ret G | 1      | 18º      |
| 1987 | West Zakspeed Racing   | Zakspeed 861 | Zakspeed L4 Turbo    | BRA 9º G  | SMR 7º G  |           |           |           |           |           |           |           |           |           |           |           |           |           |           | 0      | NC (23º) |
| 1987 | West Zakspeed Racing   | Zakspeed 871 | Zakspeed L4 Turbo    |           |           | BEL Ret G | MON EXC G | DET 8º G  | FRA Ret G | GBR Ret G | ALE Ret G | HUN Ret G | AUT 9º G  | ITA 9º G  | POR Ret G | ESP Ret G | MEX Ret G | JAP Ret G | AUS 7º G  | 0      | NC (23º) |
| 1989 | Rial Racing            | Rial ARC2    | Ford Cosworth DFV V8 | BRA 14º G | SMR NQ G  | MON NQ G  | MEX 12º G | USA 4º G  | CAN 8º G  | FRA NQ G  | GBR NQ G  | ALE NQ G  | HUN NQ G  | BEL NQ G  | ITA NQ G  | POR NQ G  |           |           |           | 3      | 22º      |

## Resultados na IndyCar/CART
(legenda)
| Ano  | Equipe         | 1     | 2   | 3   | 4    | 5      | 6      | 7   | 8       | 9      | 10  | 11     | 12     | 13     | 14     | 15     | 16    | 17  | Rank | Pontos | Ref.  |
| ---- | -------------- | ----- | --- | --- | ---- | ------ | ------ | --- | ------- | ------ | --- | ------ | ------ | ------ | ------ | ------ | ----- | --- | ---- | ------ | ----- |
| 1992 | Euromotorsport | SRF   | PHX | LBH | INDY | DET 18 | POR    | MIL | NHM     | TOR 16 | MIS | CLE 16 | ROA 16 | VAN 21 | MDO 19 | NZR 13 | LS 20 |     | 39º  | 0      | [ 2 ] |
| 1993 | Euromotorsport | SRF   | PHX | LBH | INDY | MIL    | DET    | POR | CLE 25  | TOR    | MIS | NHM    | ROA 11 | VAN    | MDO    | NZR    | LS 26 |     | 31º  | 2      | [ 3 ] |
| 1994 | Project Indy   | SRF   | PHX | LGH | INDY | MIL    | DET 12 | POR | CLE Wth | TOR    | MIS | MDO    | NHM    | VAN    | ROA 12 | NZR    | LS    |     | 30º  | 2      | [ 4 ] |
| 1995 | Project Indy   | MIA 7 | SRF | PHX | LBH  | NZR    | INDY   | MIL | DET 22  | POR    | ROA | TOR    | CLE    | MIS    | MDO    | NHM    | VAN   | LS  | 25º  | 6      | [ 5 ] |
| 1997 | Payton/Coyne   | MIA   | SRF | LBH | NZR  | RIO    | STL    | MIL | DET 12  | POR 27 | CLE | TOR    | MIS    | MDO    | ROA    | VAN 23 | LS    | FON | 31º  | 1      | [ 6 ] |

| Anos | Equipes | Corridas | Pontos | Poles | Vitórias | Pódios (exeto vitórias) | Top 10s (exeto pódios) | Campeonatos |
| ---- | ------- | -------- | ------ | ----- | -------- | ----------------------- | ---------------------- | ----------- |
| 5    | 3       | 18       | 11     | 0     | 0        | 0                       | 1                      | 0           |

## Links
- Site oficial de Christian Danner (em alemão)